# Hongrie aux Jeux olympiques d'hiver de 1964
La Hongrie participe aux Jeux olympiques d'hiver de 1964, organisés à Innsbruck en Autriche. Ce pays prend part aux Jeux olympiques d'hiver pour la neuvième fois de son histoire après sa présence à toutes les éditions précédentes. La délégation hongroise, formée de 28 athlètes (22 hommes et 6 femmes) participant à 18 épreuves de 6 disciplines, ne remporte pas de médaille.